# Église Saint-Martin d'Auxais
Pour les articles homonymes, voir Église Saint-Martin.
L'église Saint-Martin est un édifice catholique, bâtie en 1055, aujourd'hui ruinée, dont les vestiges se dressent sur le territoire de la commune française d'Auxais, dans le département de la Manche, en région Normandie.
L'ancienne église est inscrite au titre des monuments historiques.

## Localisation
Les ruines de l'église sont situées sur la route de Saint-André-de-Bohon avant le bourg, sur le territoire d'Auxais, dans le département français de la Manche.

## Historique
L'église d'Auxais surnommée la « cathédrale des Rozs », bâtie en 1055, fut bombardée le 24 juin 1944 par l'aviation alliée car son clocher pouvait servir de poste de guet pour l'armée allemande de par sa situation de promontoire au bord de marais — ce fut le cas d'autres églises du secteur comme celles de Saint-Georges-de-Bohon ou de Graignes. Cette attaque aérienne détruisit également le cimetière alentour, une ferme voisine, ainsi que le château avec sa chapelle, et l'on déplora une victime civile et plusieurs blessés.
Le conseil municipal préfèrera construire le nouveau bâtiment cultuel au centre du village en changeant de vocable pour adopter celui de Notre-Dame.

## Description
L'église paroissial avait subi un très lourd remaniement au XVIIIe siècle comme le montre certaines cartes postales. La nef a été complètement détruite. De sa décoration, elle a conservé des culots d'ogives.

## Protection
L'ancienne église est inscrite au titre des monuments historiques par arrêté du 11 juillet 1973.

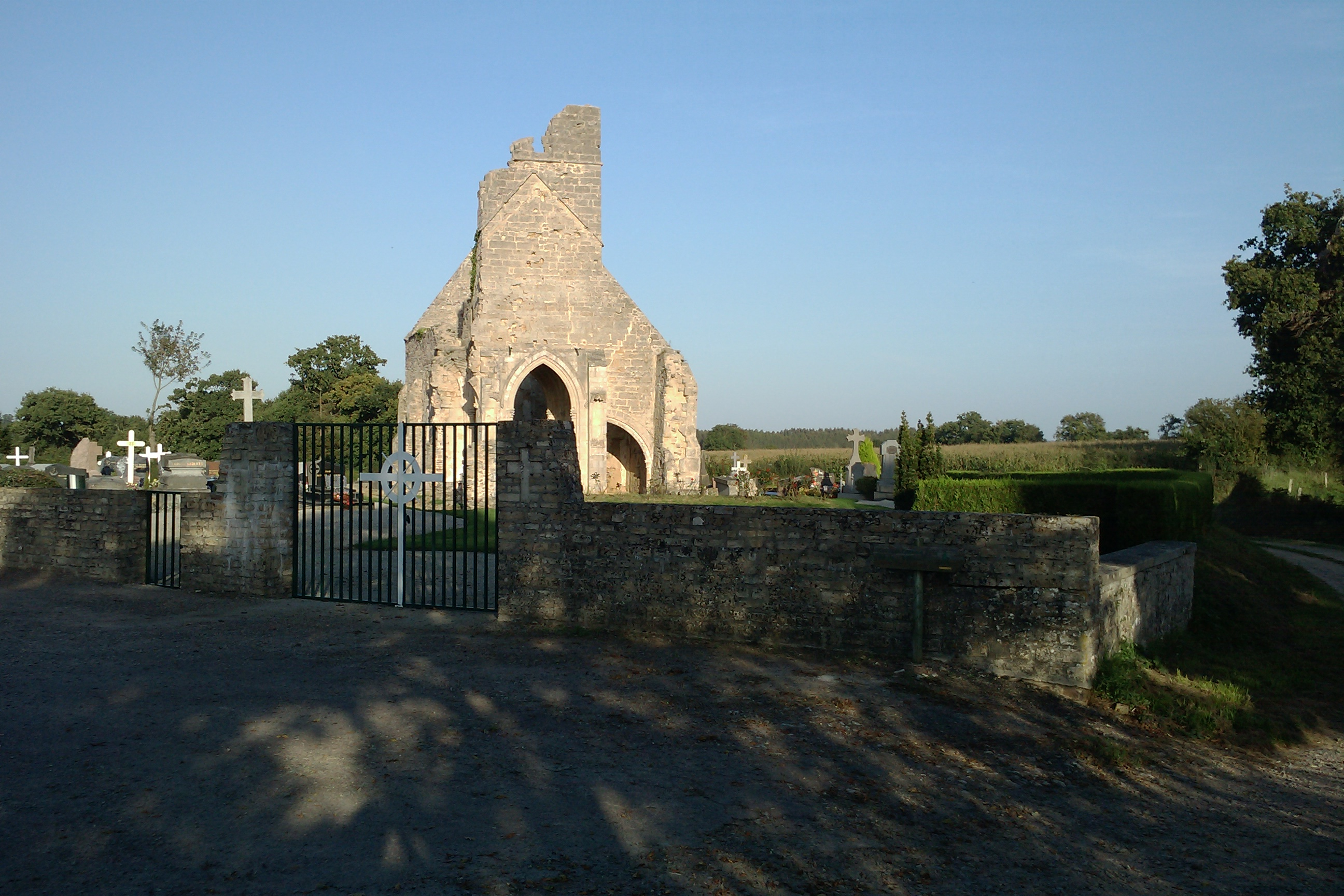
L'ancienne église d'Auxais.
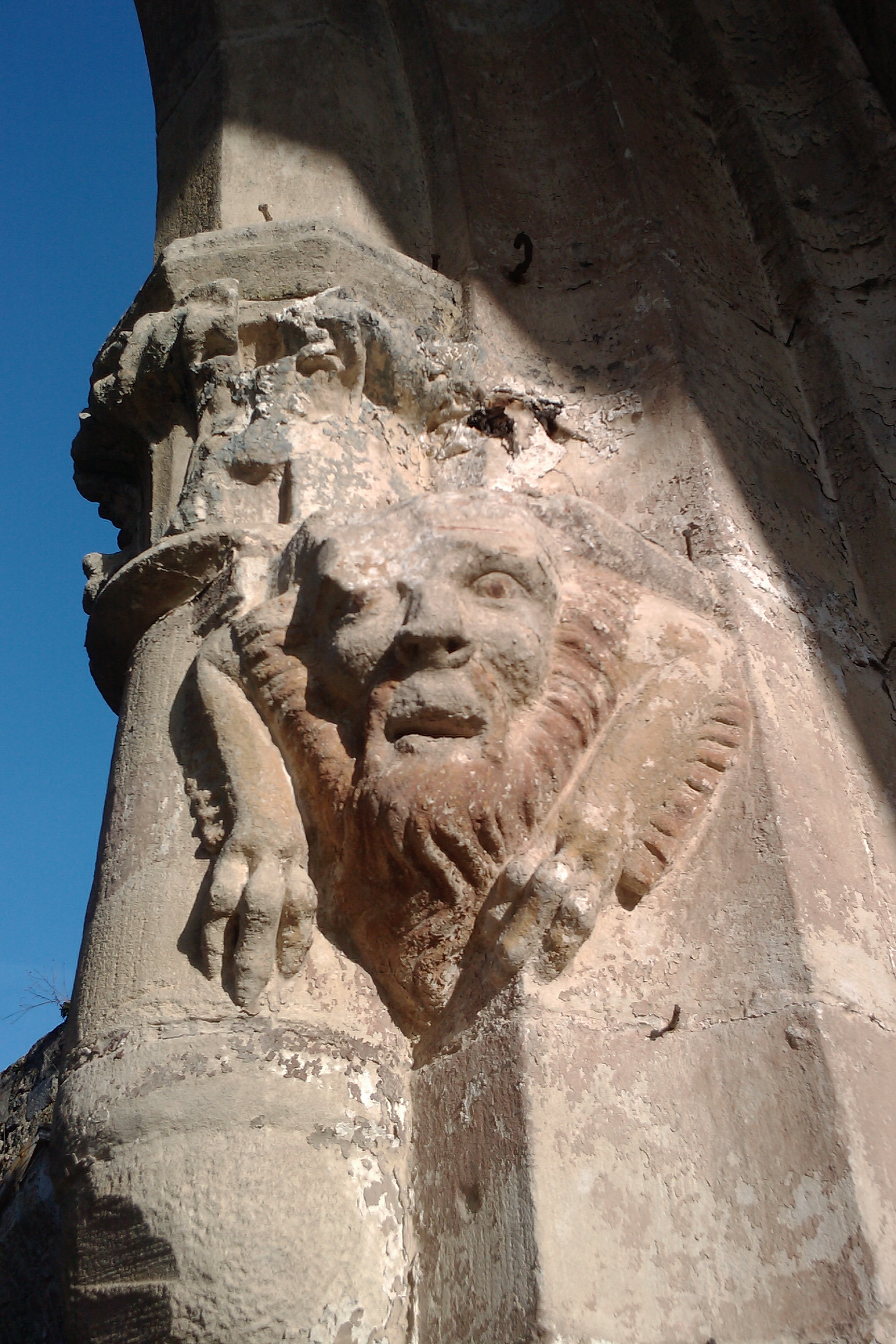
Un culot d'ogive.
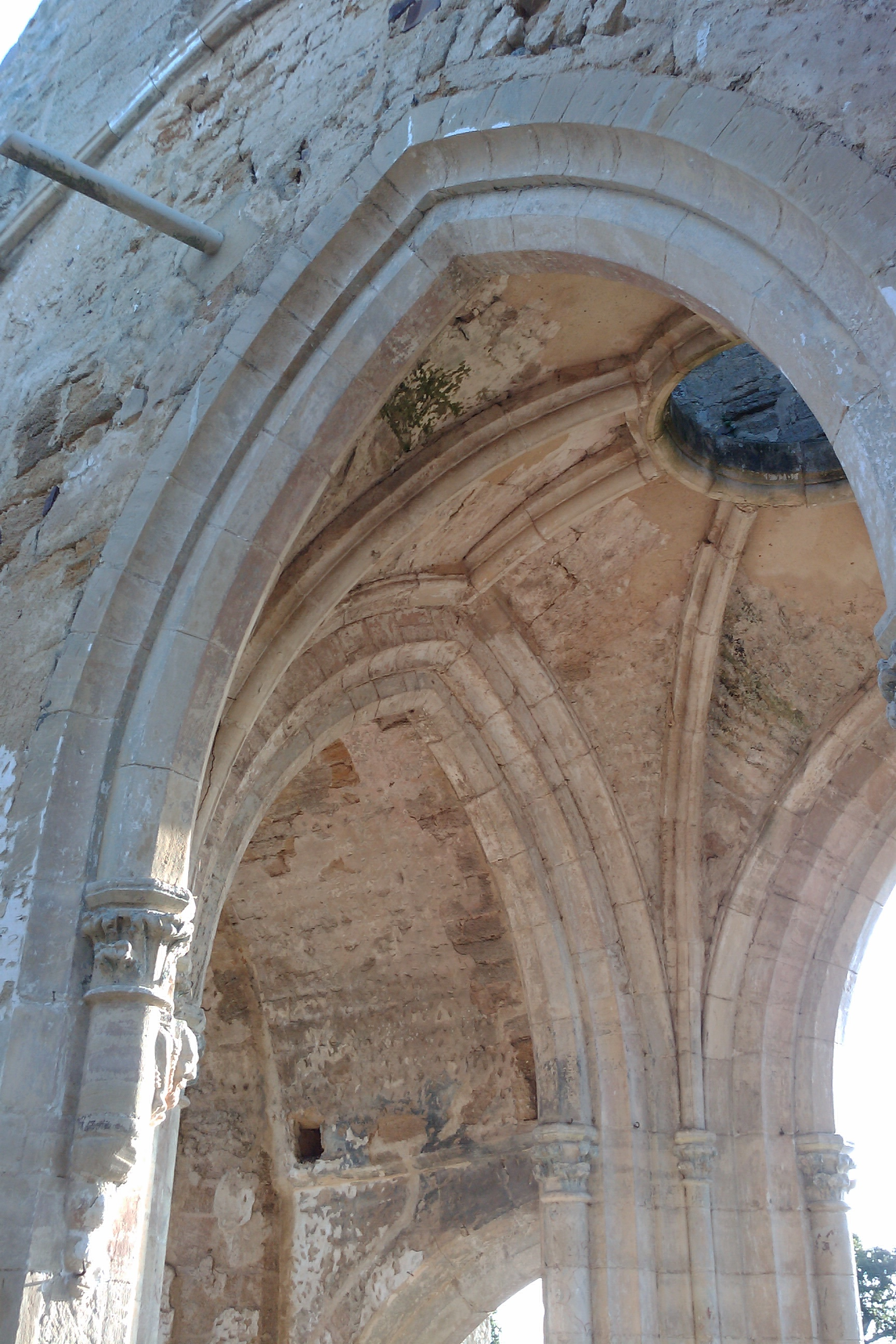
Le transept.